# Opération Lucifer
Opération Lucifer est le 122e roman de la série SAS, écrit par Gérard de Villiers et publié en mars 1996 aux éditions Gérard de Villiers (nouvelle publication en 2015 avec une page de couverture différente). Comme tous les SAS parus au cours des années 1990, le roman a été édité lors de sa publication en France à 200 000 exemplaires. 
L'action du roman est censée se dérouler en décembre 1995 à New York aux États-Unis (première moitié) et Kiev en Ukraine (seconde moitié).

## Intérêt du roman et liens avec l'actualité
Le roman évoque une tentative d'attaque terroriste au gaz sarin aux États-Unis. 
Or la France avait fait l'objet, courant 1995, d'attaques terroristes assez importantes. La secte Aum, en mars 1995, avait commis un attentat dans le métro de Tokyo en utilisant du gaz sarin.

## Personnages principaux
- Les enquêteurs américains : Malko Linge, Chris Jones et Milton Brabeck, Howard Allenwood.
- Les Ukrainiens : Vladimir Sevchenko, Sergueï Artemiev, Arcady Churbanov, Karkov Balagula, Youri Avdichev.
- Leurs compagnes : Novinka Grinenko (/ Arcady Churbanov), Irina Bondarenko (/ Karkov Balagula).

## Résumé
Un accident a lieu à New-York à l'angle de la Sixième Avenue et de la 49e Rue : un homme est renversé par un chauffeur de taxi, et le contenu d'une grosse fiole qu'il transportait se répand sur le sol. Dans les minutes qui suivent, plusieurs personnes sont contaminées par le mystérieux liquide, avant de mourir. Au total, les 18 personnes qui sont entrées en contact avec ce liquide ultra-dangereux meurent. Malko est convoqué à New York de toute urgence pour participer à l'enquête (chapitres 1 et 2). 
Les enquêteurs du FBI et de la CIA découvrent que ce produit dangereux était du gaz sarin à l'état liquide, le même que celui utilisé par la secte Aum dans un attentat commis dans le métro de Tokyo le 20 mars 1995. Le porteur de la fiole, maintenant décédé, s'appelait Sergueï Artemiev (ukrainien, âgé de 40 ans). On suppose qu'il souhaitait diffuser le sarin dans le conduit d'air climatisé d'un gratte-ciel, siège social d'une banque, tuant plusieurs centaines, si ce n'est plusieurs milliers, de personnes. Il s'agissait d'un attentat politique, car on a retrouvé dans une de ses poches une revendication enjoignant aux autorités américaines de cesser toute intervention dans la guerre de Bosnie. Malko commence son enquête et contacte un ukrainien rencontré lors d'une précédente aventure, Vladimir Sevchenko. Celui-ci est un mafieux, marchand d'armes et ancien des services secrets (chapitre 3). 
Malko apprend grâce à Sevchenko et par ses contacts dans les milieux ukrainiens de New York que le meilleur ami de Sergueï Artemiev était Arcady Churbanov. Il alerte Howard Allenwood, haut fonctionnaire de la CIA chargé du suivi du dossier « Opération Lucifer » (projet d'empoisonnement à grande échelle de New York). Allenwood fait arrêter Arcady Churbanov au moment où il s'apprête à quitter les États-Unis. Ses empreintes digitales révèlent qu'il a touché la fiole de sarin. Néanmoins, alors qu'il va être transféré depuis les locaux de la police à ceux du FBI, Churbanov est assassiné par un tireur d'élite posté sur un toit (chapitres 4 et 5). 
Peu de temps après, l'avocat de Churbanov, Barry Sodmak, est enlevé et disparaît. Malko oriente alors son enquête en direction de la fiancée de Churbanov, Novinka Grinenko. L'ayant invitée au restaurant, celle-ci lui fait remarquer une photo épinglée sur un mur sur laquelle se trouvent Churbanov et d'autres hommes. Malko prend la photo et tente d'identifier ces hommes. L'un d'eux s'appelle Karkov Balagula (dit « Tatarin »), un mafieux ukrainien très puissant. Malko se demande si le commanditaire, ou du moins l'organisateur, des attentats ne serait pas cet homme (chapitres 6 et 7). 
Les services du président des États-Unis reçoivent une lettre d'ultimatum : le président a très exactement dix jours pour évacuer les conseillers militaires américains envoyés en Bosnie pour protéger les musulmans, faute de quoi le premier attentat avorté sera suivi d'un second attentat dévastateur. Malko se met en devoir de rechercher Karkov Balagula. Grâce à un ukrainien nommé Gregor Limonov, il le trouve mais Balagula réussit, par chance, à échapper à l'arrestation. Malko contacte à nouveau Vladimir Sevchenko, mais celui-ci ne répond pas à ses sollicitations. Malko décide alors de se rendre à Kiev et de le rencontrer en face-à-face. Il retrouve Sevchenko qui, après l'avoir très mal reçu, accepte de le voir quand il apprend le marché que lui proposent la CIA et Malko : 300 millions d'armes pour les musulmans bosniaques contre une aide substantielle pour retrouver Karkov Balagula et le faire parler. Sevchenko informe aussi l'agent secret qu'un « contrat » a été mis sur sa tête (chapitres 8 à 10). 
Pendant ce temps, on apprend que Karkov Balagula a une compagne, Irina Bondarenko, ancienne Miss Ukraine, dont il est fou amoureux. Malko et Sevchenko se rendent dans un casino de jeux / boîte de nuit appartenant à Balagula et faisant office de « quartier général » du mafieux. Des hommes de Balagula attendent Malko pour le tuer, mais Sevchenko passe à l'action : après avoir tué trois des hommes de Balagula, il demande à avoir un rendez-vous… et l'obtient. L'ultimatum expire dans trois jours (chapitres 11 à 13).
Quelques heures après, Malko échappe de peu à une tentative de meurtre, tentée par un « Père Noël de Grand magasin ». Pendant ce temps, Balagula envoie Youri Avdichev, son homme de confiance, aux États-Unis : ce sera lui qui répandra le sarin dans les rues de New York… Sevchenko propose alors à Malko un plan risqué : enlever Irina Bondarenko, compagne de Balagula, et s'en servir d'otage pour que le rendez-vous ait lieu, puis profiter de ce rendez-vous pour enlever et exfiltrer le mafieux. Malko accepte. L'enlèvement de la jeune femme a lieu peu de temps après (chapitres 14 à 16). 
Sevchenko contacte Balagula et lui propose un second rendez-vous, au cours duquel sa compagne lui sera remise (cet échange est une « razborka »). Le mafieux accepte le jour, l'heure et le lieu de rendez-vous. Après avoir fait préparer un hélicoptère qui doit venir les récupérer, Malko, Sevchenko, Irina et plusieurs hommes de main se rendent le lendemain au petit village d'Ibankiv. Ils se font dépouiller de leurs armes par des policiers complices de Balagula. Malgré les objections de Malko, Sevchenko ordonne que le plan soit respecté. À l'arrivée, les hommes de Sevchenko sont tués par ceux de Balagula. Mais Sevchenko avait placé d'autres hommes à lui qui neutralisent ceux de Balagula. Le mafieux est fait prisonnier, mais tente d'étrangler sa compagne qui, pour se défendre, sort un mini-revolver (elle n'avait pas été fouillée) et tue Balagula. L'opération d'exfiltration est donc un échec, et il ne reste que quelques heures avant la fin de l'ultimatum (chapitres 17 et 18). 
Grâce à Irina, Malko apprend que Youri Avdichev est à New York. Puis Avdichev appelle Balagula sur son portable pour rendre compte : ignorant la mort de son chef, il révèle à Irina où il se trouve et lui dit qu'il quitte son lieu de résidence et qu'il « y va ». Informé par Malko, le FBI new yorkais repère Avdichev et l'abat après des sommations infructueuses. L'enquête permet d'apprendre que le commanditaire de l'attentat était un dénommé Koussov, nationaliste russe d'extrême-droite. Celui-ci est interpellé par les services secrets russes, mais est tué « accidentellement » durant l'interpellation. La Guerre froide, en fin de compte, n'est peut-être pas terminée (chapitres 19 et 20).

## Autour du roman
- Vladimir Sevchenko est déjà intervenu ou interviendra à divers degrés dans d'autres romans de la série : Le Cartel de Sébastopol (SAS n°119), Opération Lucifer (SAS n°122), La Peste noire de Bagdad (SAS n°131), La Manip du Karin A (SAS n°147).
- Plusieurs décennies auparavant, Malko avait déjà dû combattre une tentative d'attentat bactériologique : Opération Apocalypse (1965).